# Gewone hamletbaars
De gewone hamletbaars (Hypoplectrus unicolor) is een straalvinnige vissensoort uit de familie van de zaag- of zeebaarzen (Serranidae). De wetenschappelijke naam van de soort werd voor het eerst geldig gepubliceerd in 1792 door Walbaum.